# باميلا بريتون
باميلا بريتون (بالإنجليزية: Pamela Britton) (19 مارس 1923 - 17 يونيو 1974) ممثلة أمريكية بدأت مسيرتها في عام 1945 .

## روابط خارجية
- باميلا بريتون على موقع IMDb (الإنجليزية)
- باميلا بريتون على موقع ألو سيني (الفرنسية)
- باميلا بريتون على موقع أول موفي (الإنجليزية)
- باميلا بريتون على موقع قاعدة بيانات برودواي على الإنترنت (الإنجليزية)
- باميلا بريتون على موقع قاعدة بيانات الأفلام السويدية (السويدية)
- باميلا بريتون على موقع إن إن دي بي (الإنجليزية)
- باميلا بريتون على موقع ديسكوغز (الإنجليزية)
- باميلا بريتون على موقع قاعدة بيانات الفيلم (الإنجليزية)
- باميلا بريتون على موقع كينوبويسك (الروسية)